# Китай у Першій світовій війні
Китай взяв формальну участь у Першій світовій війні на стороні Антанти, проте віддаленість країни від основних місць бойових дій призвела до того, що питання, пов'язані з участю у війні, були фоном для внутрішньополітичних проблем.

## Китай перед початком війни
Після повалення маньчжурської династії Цин в 1912 на зміну монархії прийшла авторитарна влада — військова диктатура на чолі з Юань Шикаєм. Спираючись на силу багнетів, Юань Шикай послідовно зміцнював свою особисту владу. Коли розпочався період юаньшикаєвської реакції, партія Гоміньдан спробувала мобілізувати маси, розпочавши «Другу революцію», проте до початку серпня Юань Шикай за підтримки англійських канонерок, які провели демонстрацію в гирлі річки Янцзи проти революціонерів, розгромив війська своїх політичних супротивників. Засновник Гоміньдану Сунь Ятсен був змушений емігрувати до Японії.
Заручившись підтримкою іноземних держав, Юань Шикай змусив парламент «обрати» його президентом Китайської республіки терміном на 5 років. 4 листопада 1913 року 438 депутатів парламенту, що належали до партії Гоміндан, були позбавлені депутатських мандатів, а сама партія була оголошена поза законом. 12 січня 1914 року Юань Шикай остаточно розпустив не бажав підпорядковуватися йому парламент, а 1 травня опублікував нову конституцію, що надавала йому диктаторські права і скасовувала конституцію, прийняту 11 березня 1912 року.
Готуючись до відновлення в Китаї монархічного ладу та проголошення себе імператором, Юань Шикай здійснив урочисте жертвопринесення у Храмі Неба, дотримуючись всіх ритуальних традицій колишнього маньчжурського імператорського двору. Стали присвоюватися сановні титули часів монархії, широко залучатися до служби колишні цинські чиновники. З ініціативи Юань Шикая його політичний радник американець Френк Гудноу в 1914 року виступив із статтею, у якій говорилося, що республіканський устрій не підходить до китайських умов, й у країни монархія більш прийнятна, ніж республіка.
Наступ Юань Шикая на демократичні завоювання Сіньхайської революції та погіршення економічного становища в країні викликали хвилю антиурядових виступів. Найбільшим їх було повстання у провінціях Хенань, Хубэй, Аньхой і Шаньсі під керівництвом селянина Бай Лана, яке тривало з 1912 до осені 1914 року. У повстанській армії Бай-Лана боролися селяни, шахтарі, землекопи. На придушення повстання Юань Шикай покинув 200-тисячну армію. Одночасно він посилив переслідування демократичних сил. У березні 1914 року був опублікований драконівський закон про друк, що встановлював найсуворішу цензуру; у листопаді 1914 року запроваджено тілесні покарання населення.

## Дії Японії
Після початку Першої світової війни у серпні 1914 року китайський уряд оголосив про свій нейтралітет, і звернувся до воюючих держав з проханням не переносити військові дії на територію Китаю, у тому числі і на «орендовані» державами китайські землі. Проте, 22 серпня 1914 року Японія оголосила про свій стан війни з Німеччиною, і висадила 30-тисячну армію на північ від Циндао - центру німецької колонії в провінції Шаньдун. Після двомісячної військової кампанії Японія захопила німецькі володіння Шаньдуні, а також поширила свій контроль на всю територію провінції. Юань Шикай не тільки не вчинив опору японської агресії, але, навпаки, всіляко підлещувався перед Японією в розрахунку на підтримку нею його монархічних планів.
18 січня 1915 року Японія пред'явила Китаю «21 вимога», прийняття яких закріпило б панування Японії в Шаньдуні, Південній Маньчжурії, Внутрішній Монголії та головному центрі металургії Китаю — Ханьєпінському комбінаті, а також поставило під японський контроль китайську армію, поліцію, фінанси Китаю. Ці вимоги викликали загальне обурення у Китаї. Почався підйом антияпонських виступів, у містах створювалися патріотичні товариства, торговими палатами було організовано масовий антияпонський бойкот та страйки робітників японських підприємств.
7 травня Японія, знявши останню з п'яти груп вимог, представила китайському уряду ультиматум. Юань Шикай сподівався на підтримку США, Англії та Франції, проте ті порадили китайському уряду, щоб уникнути прямого конфлікту з Японією, піти на задоволення частково переглянутого набору вимог. День прийняття Юань Шикаєм японських вимог — 9 травня 1915 року – став «днем національної ганьби» Китаю.

## Спроба реставрації монархії Юань Шикаєм
Ґрунтуючись на роботах Френка Гудноу, у Китаї було розгорнуто пропагандистську кампанію за прийняття Юань Шикаєм імператорського титулу та відмови від республіканської форми правління. Щоб нейтралізувати прихильників поваленої династії Цин, Юань Шикай уклав угоду з цинським двором. Претендент на трон дав маньчжурським князям письмову обіцянку суворо дотримуватись «Пільгові умови для цинського двору» (підписані при зреченні династії), надовго зберегти його привілеї та включити цей документ до майбутньої конституції. Водночас Юань Шикай намагався поріднитися з династією Цин і запропонував видати свою дочку за Пуї, розраховуючи забезпечити підтримку прихильників старого режиму. Маньчжурські князі погодилися на цей шлюб, хоча багато хто з них ненавидів Юань Шикая за його зраду імператора Цзайтяня у 1898 році та за його зраду династії у 1912 році. Угода відбулася, і князь Пулунь - двоюрідний брат Пуї - від імені династії Цін та особового складу восьми маньчжурських «прапорів» звернувся до Юань Шикаю з проханням прийняти трон.
Влітку 1915 року Юань Шикай інспірував петиційну кампанію за проголошення монархії та передачу йому престолу. У провінціях пройшли «референдуми», учасники яких усі, як один, висловилися за відновлення монархії. У грудні 1915 року Центральна дорадча палата, ухваливши рішення про заснування конституційної монархії, звернулася до Юань Шикая з проханням вступу на престол. Спочатку Юань Шикай відповів відмовою, мотивуючи його небажанням порушувати президентську присягу на вірність республіці та боязню образити гідність Пуї, який зрікся престолу, проте після другого «наполегливого прохання» 12 грудня офіційно оголосив про своє рішення прийняти титул імператора.
Ще наприкінці 1915 між країнами Антанти з одного боку, і Юань Шикаєм — з іншого, почалися переговори про вступ Китаю у війну проти Німеччини. Юань Шикай поставив основною умовою оголошення Китаєм війни Німеччині - визнання державами монархічного ладу у Китаї та його, Юань Шикая, як імператора. Однак заперечення з боку Японії і все зростаючий антиімперіалістичний рух у країні відвернули увагу Юань Шикая, і питання про вступ Китаю у війну так і не було вирішено за його життя.
Створюючи нову монархію, Юань Шикай не врахував, що в республіканському ладі вся реальна влада стала походити не стільки від бюрократії, як від військових, і республіканський лад був гарантією збереження лідерства армійської еліти. З цієї причини армія загалом опинилася на боці республіки. 25 грудня 1915 року у провінції Юньнань під керівництвом генерала Цай Е розпочалася «третя революція». До «руху на захист республіки» активно включилися республіканські кола китайської буржуазії та частина ліберально-поміщицьких кіл у Центральному та Південному Китаї. Проти монархії висловилися і мілітаристи Півночі. Прикуті до фронтів Першої світової війни європейські держави негативно сприйняли плани Юань Шикая. Відмовила йому у підтримці і Японія. Бачучи свою поразку, Юань Шикай відступив. 22 березня 1916 року було оголошено про скасування монархії та відновлення республіки. Імператор, що не відбувся, спробував зберегти за собою посаду президента, але республіканські генерали категорично вимагали його відставки, від нього відвернулася практично вся армія. Зазнавши повного краху всіх своїх планів, 6 червня Юань Шикай раптово помер.

## Коливання Китаю щодо вступу в війну
Після смерті Юань Шикая на пост президента республіки в Пекіні вступив колишній віце-президент Лі Юаньхун, який відновив скасовану Юань Шикаєм конституцію 10 березня 1912 і скликав розігнаний Юань Шикаєм парламент. В уряді, однак, залишилися всі ставленики Юань Шикая, що належали до військово-поміщицького угруповання півночі Китаю, головою уряду став Дуань Цижуй. 1 серпня 1916 року на першій сесії парламенту між гоміньданівцями, що виражали інтереси національної буржуазії та поміщиків східного, центрального та південного Китаю, та угрупуванням північних мілітаристів (раніше підтримували Юань Шикая), які висловлювали інтереси поміщиків Півночі та компрадорської буржуазії. До осені 1916 провінційні мілітаристи, підтримувані тими чи іншими імперіалістичними державами, фактично стали безконтрольними господарями у своїх вотчинах, лише номінально підкоряючись пекінському уряду.
До кінця 1916 політична обстановка на півночі Китаю загострилася. Парламент відмовився затвердити запропоноване урядом призначення Цао Жуліня у якості спеціального посла до Японії для укладання позики з японськими банками на суму в 5 мільйонів доларів. У відповідь на відмову парламенту затвердити призначення Цао Жуліня мілітаристське угруповання скликало в Пекіні 1 січня 1917 року нараду військових губернаторів провінцій, на якій Аньхойська кліка уповноважала свого керівника Дуань Цижуя позбавити парламент права втручання у внутрішні і міжнародні справи Китаю.
Імперіалістичні держави неодмінною умовою надання позик північним мілітаристам поставили оголошення Китаєм війни Німеччині. У зв'язку з тим, що Велика Британія та Франція запевнили Японію щодо підтримки японських претензій на колишні німецькі володіння у Китаї на повоєнній мирній конференції, Японія зняла свої заперечення щодо вступу Китаю у війну та обіцяла державам Антанти допомогти переконати китайський уряд вступити у війну проти Німеччини. В результаті спільного натиску Великої Британії, США, Франції та Японії Дуань Цижуй 14 березня 1917 заявив про розрив Китаєм дипломатичних відносин з Німеччиною.
25 квітня 1917 року Дуань Ціжуй знову скликав у Пекіні конференцію мілітаристів — військових губернаторів дев'яти провінцій та представників низки інших мілітаристів, які не були особисто присутніми на конференції. Під час роботи конференції американський посланець та посланці союзних держав у Пекіні неодноразово влаштовували прийоми та бенкети на честь учасників конференції, всіляко схиляючи їх прискорити оголошення Китаєм війни Німеччині. У результаті 28 квітня 1917 року конференція військових губернаторів вирішила наполягати на оголошенні війни Німеччині. Це питання було передано президентом на розгляд нижньої палати парламенту, що зібралася з цією метою 10 травня 1917 року.
Незважаючи на прямі погрози, парламент відмовився оголосити війну Німеччині і зажадав відставки кабінету Дуань Цижуя. Дуань Цижуй був зміщений з посади прем'єра, головою уряду став У Тінфан. Тоді низка провінцій, що контролювалися північними мілітаристами, почали заявляти про свою незалежність. Лі Юаньхун запросив прибути до Тяньцзіня генерала Чжан Сюня з його армією з провінції Цзянсу. Чжан Сюнь був монархістом, у його армії солдати та офіцери не зрізали кіс, демонструючи вірність поваленої династії Цин. 8 червня генерал зі своїми військами прибув Тяньцзінь. Він зажадав від президента включення «Пільгових умов» до конституції, визнання конфуціанства як національної релігії та різкого збільшення чисельності своїх військ. Було оголошено про розпуск парламенту. 9 червня армія Чжан Сюня вступила до Пекіна. 1 липня було оголошено про відновлення династії Цин на чолі з Пуї.
Зосередження влади у руках Чжан Сюня злякало генералітет, мілітаристи побачили у ньому другого Юань Шикая. Це спонукало їх дружно виступити під прапором "захисників республіки". Придушення путчу очолив Дуань Ціжуй, рушивши на Пекін вірні йому частини. До 12 липня монархічний путч був пригнічений. Скориставшись ситуацією, Дуань Ціжуй примусив Юаньхуна піти у відставку і розпустив парламент. Обов'язки президента виконував Фен Гочжан. Зміцнивши свої позиції, уряд Дуань Цижуя 14 серпня 1917 офіційно оголосив війну Німеччині. Отримавши великі позики від японських банків, північні мілітаристи почали готуватися до відновлення боротьби з південно-західним угрупованням.

## Розкол Китаю
Після розгрому парламенту у червні 1917 року з Пекіна до Гуанчжоу прибуло понад 100 депутатів, які представляли партії, опозиційні північним мілітаристам. Гуанчжоу став місцем перебування китайського парламенту. На першій сесії 18 вересня 1917 року парламент оголосив неконституційними дії уряду Дуань Цижуя, який оголосив війну Німеччині без санкції парламенту. Сунь Ятсен вніс на сесію парламенту пропозицію про відновлення нейтралітету Китаю стосовно воюючих країн, яке було прийнято парламентом одноголосно. Парламент також обговорив питання про невизнання уряду Дуань Цижуя та ухвалив рішення про проведення військової експедиції проти Пекіна.
Під тиском Великої Британії, США та Японії уряд півдня був все ж таки змушений 26 вересня 1917 року оголосити війну Німеччині, сподіваючись такою ціною отримати визнання іноземних держав. 3 жовтня Сунь Ятсен був обраний Гуанчжоу «генераліссимусом Південного Китаю» і прийняв командування над збройними силами «Південної федерації незалежних провінцій». 7 жовтня 1917 року Сунь Ятсен від імені «Південної федерації незалежних провінцій» оголосив війну мілітаристам півночі під гаслом захисту конституції.
До складу військового уряду Південного Китаю входили здебільшого представники юньнаньських, гуансійських та сичуаньських мілітаристів. Ні Сунь Ятсен, ні його нечисленна партія Гоміндан, відтворена після смерті Юань Шикая, не мали ні опори в масах, ні своїх збройних сил. Уряд переважно спиралося на війська гуансійського мілітариста Лу Жунтіна. Коли на початку травня 1918 року Лу Жунтін зажадав скасування звання «генералиссимуса», присвоєного Сунь Ятсену, і розширення складу уряду за рахунок включення до нього своїх ставлеників, Сунь Ятсен подав у відставку і виїхав у Шанхай. Гуанчжоуський уряд перетворився на сліпого виконавця вказівок Лу Жунтіна, який продовжував вести війну з північчю з метою посилення своїх власних позицій на півдні. Лу Жунтін не визнав нового президента Сюй Шічана, обраного у Пекіні залишками парламенту і сам претендував на пост президента Китаю.

## Економіка Китаю в Першій світовій війні
У роки війни в Європі іноземні компанії, що влаштувалися в Китаї, використовуючи сприятливу кон'юнктуру, успішно розширювали свою діяльність. До війни у Китаї діяли понад 20 великих іноземних банків, що мали близько 100 відділень по всій країні. З початком війни Велика Британія, Франція, Німеччина та Росія припинили надання позик Китаю, чим не забарилася скористатися Японія для витіснення своїх західних конкурентів та зміцнення власного впливу на північнокитайський уряд. До кінця Першої світової війни Японії вдалося встановити дієвий контроль над металургійною (85% всіх доменних печей), гірничодобувною промисловістю Китаю, та контролювати понад 25% видобутку вугілля в країні. Всього з 1914 по 1921 роки японські капіталісти заснували в Китаї 222 промислові підприємства і, використовуючи дешеву китайську сировину та робочу силу, довели чисельність своїх підприємств у Китаї до 6141.
За роки війни зміцнилися у Китаї й позиції американського капіталу. США були змушені піти на відомі поступки своїм японським конкурентам: погодитися з наявністю у Японії «найважливіших» чи «спеціальних інтересів та впливу» в Китаї та закріпити за нею після закінчення війни колишні німецькі колоніальні володіння у Шаньдуні.
Незважаючи на міцні позиції, які у китайській економіці займав іноземний капітал, за роки Першої світової війни почала успішно зміцнювати свої економічні позиції і китайська національна буржуазія. Зростання вартості срібла, що лежало в основі китайського грошового обігу, сприяло збільшенню китайського експорту. Пасивний баланс зовнішньої торгівлі Китаю скоротився з 213 мільйонів лян срібла в 1914 році до 20 мільйонів у 1919 році. За роки війни кількість підприємств, що належали китайському національному капіталу, зросла в 2,5 рази (з 698 до 1759). У 1919 року у країні діяли 1202 китайські торгово-промислові компанії, причому понад половина їх з'явились в останній рік війни. Кількість приватних китайських банків зросла з 44 у 1913 році до 60 до 1918 року. З 1912 по 1919 роки у Китаї виникло 17 пароплавних компаній, з 1913 по 1920 роки було відкрито 244 текстильні фабрики, число шовкомотальних фабрик з 1912 до 1919 року збільшилося з 48 до 65.
Великих успіхів китайська буржуазія досягла у розвитку харчової промисловості: з 1912 по 1921 роки виникло 175 нових підприємств, більш ніж у 2,5 рази зросла їх загальна чисельність. Бурхливий підйом переживала борошномельна промисловість: з 1914 по 1920 роки експорт борошна з Китаю через зростання попиту з боку воюючих країн збільшився в 40 разів.
За період з 1914 по 1919 роки чисельність промислового пролетаріату в Китаї зросла приблизно в 3 рази, становивши близько 3 мільйонів осіб; в країні налічувалося близько 10 мільйонів робітників, зайнятих у кустарній промисловості. Близько 175 тисяч китайських робітників у роки війни були завербовані на Близький Схід, до Франції, Великої Британії та Росії, де головним чином використовувалися як землекопи на будівництві різних оборонних споруд, доріг і як чорнороби на різних підприємствах.

## Військові робочі місця
Незважаючи на оголошення Китаєм війни Німеччини та Австро-Угорщини, китайські солдати не були відправлені на жодний з театрів війни. Натомість китайський уряд проводив політику «робітники замість солдатів», відправляючи союзникам китайських робітників (чорнорабочих та спеціалістів).

## «Рух 4 травня»
Після припинення бойових дій у Європі в Китаї стали голосніше лунати голоси про необхідність вирішити на мирній конференції питання не лише про повернення Китаю як учаснику війни на стороні Антанти колишніх колоніальних володінь у Шаньдуні, але й про ліквідацію всієї системи нерівноправних договорів держав з Китаєм та визнання його рівноправною державою.
Китайський уряд у «Побажаннях майбутній мирній конференції в Парижі» висловлював надію, що
1. великі держави відмовляться від своїх сфер впливу у Китаї;
2. війська іноземних держав, що у Китаї, будуть відкликані;
3. держави відмовляться від права мати в Китаї свою пошту та телеграф;
4. буде скасовано право консульської юрисдикції;
5. орендовані державами території будуть повернуті Китаю;
6. будуть повернуті Китаю та території іноземних сеттльментів;
7. Китаю буде надано митну самостійність.

Китайська громадськість покладала великі надії на підтримку цих вимог з боку США, спираючись на 14 пунктів Президента США Вудро Вільсона. Проте, цим надіям не судилося збутися. На мирній конференції, що відкрилася 18 січня 1919 року в Парижі, керівники «Ради чотирьох» не визнали Китай рівноправним учасником конференції. Китайська делегація була відсторонена від обговорення питання про долю колишніх німецьких колоній у Китаї. У ході запеклого торгу між США та Японією остання, підтримана Великою Британією та Францією, взяла гору, і 30 квітня 1919 року «Рада чотирьох» остаточно вирішила передати Японії колишні німецькі колоніальні володіння в Шаньдуні. Китайська делегація була навіть не запрошена на це засідання.
Звістка про це принизливе для Китаю рішення Паризької мирної конференції і про те, що ще 24 вересня 1918 уряд Дуань Цижуя підписав з Японією секретну угоду про передачу їй німецьких колоніальних володінь в Шаньдуні, викликали в Китаї бурхливе обурення. Студенти та учні середніх шкіл Пекіна зібралися 4 травня 1919 року на центральній столичній площі Тяньаньмень. Вони провели мітинг та демонстрацію протесту, вимагаючи відмови від підписання мирного договору, повернення Шаньдуна Китаю, анулювання «21 вимоги», захисту національного суверенітету, відставки та покарання міністрів пекінського уряду. Уряд Дуань Цижуя жорстоко придушив патріотичний виступ студентів. На знак протесту проти побиття та арешту демонстрантів наступного дня страйкували усі навчальні заклади міста, підтримані професорами та викладачами, купецтвом, представниками різних громадських організацій столиці. Незважаючи на те, що незабаром уряд був змушений звільнити заарештованих, студентські заворушення не припинялися і незабаром перекинулися на інші міста Китаю. Перед загрозою загального страйку Пекін був змушений оголосити про відставку прояпонськи орієнтованих урядовців; ще раніше Дуань Цижуй офіційно відмовився від підписання Версальського мирного договору.